# جوناثان دي
جوناثان دي (بالإنجليزية: Jonathan Dee)‏‏ (19 مايو 1962 في نيويورك - ) روائي من الولايات المتحدة.

## الجوائز
- زمالة غوغنهايم